# Estados de Jersey
La Asamblea de los Estados de Jersey (francés: États de Jersey) es el órgano unicameral que ostenta el poder legislativo de la dependencia real de Jersey.
Los orígenes de los Estados de Jersey se encuentran en el sistema de autogobierno según el derecho consuetudinario normando, garantizado a las Islas del Canal por el rey de Inglaterra Juan I tras la división de Normandía en 1204. Los Estados de Jersey han ejercido poderes legislativos ininterrumpidos desde 1771, cuando se abolió el poder concurrente de elaboración de leyes de la Corte Real de Jersey.
La Asamblea aprueba y enmienda leyes y reglamentos; aprueba el presupuesto anual y los impuestos; nombra y elimina al Ministro Principal, a los Ministros, y a los presidentes y los miembros de las parroquias. También debate los asuntos propuestos por el Consejo de Ministros, por los Ministros o por miembros individuales. Los miembros también pueden hacer preguntas para buscar información y pedir cuentas a los ministros. Los poderes ejecutivos son ejercidos por un Ministro Principal y nueve ministros, elegidos entre los miembros de los Estados de Jersey y conocidos colectivamente como el Consejo de Ministros. Los ministros son responsables ante la Asamblea por la conducta de sus departamentos.

## Composición
Los estados se componen de 49 escaños.
La constitución de los Estados se establece en  la ley de los Estados de Jersey de 2005 que es un parlamento unicameral.
Los 49 miembros de Asamblea de los Estados son elegidos por dos métodos:
- 37 miembros elegidos por votación popular en 9 distritos por voto en bloque

- 12 alguaciles, uno por cada una de las parroquias

Anteriormente (antes de 2018), los 49 miembros de la Asamblea de los Estados era elegida por 3 métodos:
- 29 miembros elegidos por votación popular en 18 distritos por voto en bloque

- 12 alguaciles, uno por cada una de las parroquias

- 8 senadores elegidos en la isla como distrito único con el voto en bloque

Las elecciones se celebran cada cuatro años.
En la asamblea 2008-2011, cuatro miembros estaban afiliados a la Alianza Democrática de Jersey, pero tres de ellos posteriormente abandonaron el partido y continuaron sentados como independientes.
En las elecciones de 2011, todos los candidatos se presentaron como independientes.
En las elecciones de 2014, se presentó un partido recién formado, Reforma Jersey, por primera vez, y 3 miembros fueron elegidos como diputados.